# Schietsport op de Olympische Zomerspelen 1936
De schietsport is een van de sporten die beoefend werden tijdens de Olympische Zomerspelen 1936 in Berlijn.

## Heren

### kleinkalibergeweer 50 m liggend
| rang   | sporter               | land | score |
| ------ | --------------------- | ---- | ----- |
| Goud   | Willy Røgeberg        | NOR  | 300   |
| Zilver | Ralph Berzsenyi       | HUN  | 296   |
| Brons  | Władysław Karaś       | POL  | 296   |
| 4      | Martin Gison          | PHI  | 296   |
| 5      | José Trindade Mello   | BRA  | 296   |
| 6      | Jacques Mazoyer       | FRA  | 296   |
| 7      | Gustavo Huet          | MEX  | 296   |
| 8      | Bertil Rönnmark       | SWE  | 295   |
| 8      | Mario Zorzi           | ITA  | 295   |
| 8      | Bruno Frietsch        | FIN  | 295   |
| 8      | Vilhelm Johansen      | DEN  | 295   |
| 8      | Zoltán Hradetzky-Soós | HUN  | 295   |

### vrij pistool 50 m
| rang   | sporter                 | land | score |
| ------ | ----------------------- | ---- | ----- |
| Goud   | Torsten Ullman          | SWE  | 559   |
| Zilver | Erich Krempel           | GER  | 544   |
| Brons  | Charles des Jammonières | FRA  | 540   |
| 4      | Marcel Bonin            | FRA  | 538   |
| 5      | Tapio Vartiovaara       | FIN  | 537   |
| 6      | Elliott Jones           | USA  | 536   |
| 7      | Georgios Stathis        | GRE  | 532   |
| 8      | Aatto Nuora             | FIN  | 532   |

### snelvuurpistool 25 m
| rang   | sporter                | land | score |
| ------ | ---------------------- | ---- | ----- |
| Goud   | Cornelius van Oyen     | GER  | 36    |
| Zilver | Heinz Hax              | GER  | 35    |
| Brons  | Torsten Ullman         | SWE  | 34    |
| 4      | Angelos Papadimas      | GRE  | 34    |
| 5      | Helge Meuller          | SWE  | 33    |
| 6      | Walter Boninsegni      | ITA  | 29    |
| 7      | Kazimierz Suchorzewski | POL  | 29    |
| 8      | Haralds Marwe          | LAT  | 29    |

## Medaillespiegel
| rang   | land      | goud | zilver | brons | totaal |
| ------ | --------- | ---- | ------ | ----- | ------ |
| 1      | Duitsland | 1    | 2      | 0     | 3      |
| 2      | Zweden    | 1    | 0      | 1     | 2      |
| 3      | Noorwegen | 1    | 0      | 0     | 1      |
| 4      | Hongarije | 0    | 1      | 0     | 1      |
| 5      | Frankrijk | 0    | 0      | 1     | 1      |
| 5      | Polen     | 0    | 0      | 1     | 1      |
| totaal | totaal    | 3    | 3      | 3     | 9      |